# Gail Castro
Gail Wolze Castro Kehl (* 12. November 1957 in Glendale, Kalifornien) ist eine US-amerikanische Volleyball- und Beachvolleyballspielerin.

## Karriere Halle
Castro begann ihre Volleyball-Karriere in den 1970er Jahren an der Crescenta Valley High School. Dort spielte sie außerdem Basketball. Später studierte sie an der California State University, Long Beach und spielte als Mittelblockerin im Universitätsteam. Danach war sie noch zwei Jahre lang in Italien aktiv.

## Karriere Beach
Castro bildete von 1987 bis 1992 ein Duo mit Lori Forsythe und absolvierte 69 Turniere in der amerikanischen Serie. 1994 nahm sie mit Elaine Roque erstmals an der FIVB World Tour teil. Nach einem sechsten Rang in Miami und einem vierten Platz in La Serena feierten Castro/Roque in Carolina ihren ersten Turniersieg. Nachdem Castro anschließend in Santos mit Debra Richardson Sechste geworden war, erreichte sie mit Roque drei weitere Top-Ten-Ergebnisse. Lediglich das Turnier in Hermosa Beach verlief weniger erfolgreich. Die weiteren Turniere 1995 bestritt sie mit unterschiedlichen Partnerinnen. Während sie mit Angela Rock Fünfte in Busan wurde, kam sie mit Marla O’Hara und Lisa Arce nicht über den 25. Platz hinaus.
1996 bildete Castro wieder ein Duo mit Richardson. Nach einem fünften Rang in Hermosa Beach nahmen Castro/Richardson an den Olympischen Spielen in Atlanta teil. Dort unterlagen sie nach dem Auftaktsieg gegen die Niederländerinnen Schoon-Kadijk/van de Ven in der zweiten Runde dem australischen Duo Cook/Pottharst. In der Verlierer-Runde schieden sie gegen die Japanerinnen Fujita/Takahashi aus und beendeten das Turnier auf Rang neun. Beim anschließenden Grand Slam in Carolina kamen sie auf den 17. Platz.
1997 nahm Castro mit Gayle Stammer an der ersten offiziellen Weltmeisterschaft in Los Angeles teil und erreichte den 17. Platz.